# Govanakoppa Inam, Parasgad
Govanakoppa Inam là một làng thuộc tehsil Parasgad, huyện Belgaum, bang Karnataka, Ấn Độ.